# Noah And The Whale
Noah And The Whale er et engelsk band fra London, England, der blev dannet i 2006. Bandet består af Charlie Fink (vokal, guitar), Tom Hobden (violin), Matt Owens (basguitar), Fred Abbott (guitar) og Michael Petulla (trommer).
Deres debutalbum, Peaceful The World Lays Me Down blev udsendt i august 2008.
Bandnavnet er taget efter filmen The Squid And The Whale og dens instruktør, Noah Baumbach.
Bandet gik i opløsning i 2015

## Diskografi
- Peaceful, the World Lays Me Down (2008)
- The First Days of Spring (2009)
- Last Night on Earth (2011)
- Heart of Nowhere (2013)